# ماریسا کاستلی
ماریسا کاستلی (انگلیسی: Marissa Castelli؛ زادهٔ ۲۰ اوت ۱۹۹۰) اسکیت‌باز نمایشی اهل ایالات متحده آمریکا است.